# Engadiner Wochenzeitung

Logo der Engadiner Wochenzeitung

Die Engadiner Wochenzeitung (offizielles Kürzel: ewo) war eine jeweils mittwochs erscheinende Regional- und Wochenzeitung für Südbünden. Sie war gratis und erschien im Tabloidformat. Sie war Teil der Südostschweiz Mediengruppe als Südbündner Zwillingsschwester der Bündner Woche.
Redaktionssitz war Samedan. Neben dem redaktionellen Teil, der auch eine rätoromanischsprachige Seite («Nossa Val» = Unser Tal) in einem ladinischen Idiom umfasste, publizierte die ewo ebenfalls amtliche Anzeigen der Kommunen. Das Augenmerk wurde auf lokale Themen mit Bezug zu involvierten Menschen gelegt.

## Geschichte
Die Engadiner Wochenzeitung wurde 2003 als Marktplatzzeitung von Joachim Ernst gegründet und startete am 8. Juli 2005 als Engadiner Woche. Gegen diese Bezeichnung wehrte sich die ebenfalls im Engadin beheimatete Engadiner Post. Daraufhin wurde die Gratiswochenzeitung in Engadiner Wochenzeitung umbenannt. Im November 2006 übernahm die Südostschweiz Mediengruppe die Zeitung. 2007 schied Joachim Ernst aus und, Barbara Schellenberg übernahm als Redaktionsleiterin die Zeitung. Seit Januar 2009 erschien die ewo als reine Engadiner Zeitung und nicht mehr nur als Mantelzeitung der nordbündnerischen Bündner Woche. Der Umfang betrug zwischen 24 und 42 Seiten. Zum 31. Dezember 2011 wurde das Blatt eingestellt und im (Unter-)Engadin zwischen Zuoz und Samnaun durch die Bündner Woche ersetzt.